# Чистец альпийский
Чистец альпийский (лат. Stáchys alpina) — вид многолетних травянистых растений рода Чистец (Stachys) семейства Яснотковые (Lamiaceae).

## Распространение и экология
Распространён в Центральной и Восточной Европе.
Растёт в лесах и среди кустарников.

## Ботаническое описание
Стебли несколько изогнутые, мохнато-волосистые, высотой 65—100 см.
Стеблевые листья яйцевидно-продолговатые, при основании сердцевидные; верхушечные — ланцетные, все городчатые; прикорневые и нижние стеблевые на черешках, длиной 10—12 см, средние стеблевые короткочерешковые, верхушечные сидячие.
Цветки собраны в 10—20-цветковые мутовки, у основания отставленные, вверху сближенные в колосовидное соцветие. Прицветники узколинейные; зубцы чашечки неодинаковые по длине, яйцевидно-продолговатые; венчик красный, верхняя губа яйцевидная.
Орешек почти округлые, голые.

## Классификация

### Таксономия
Вид Чистец альпийский входит в род Чистец (Stachys) подсемейства Яснотковые (Lamioideae) семейства Яснотковые (Lamiaceae) порядка Ясноткоцветные (Lamiales).
|  |                                      |  |                                                             |                                                             |                      |  | ещё около 20 семейств (согласно Системе APG II) | ещё около 20 семейств (согласно Системе APG II) |                         |  |  |  | ещё около 35 родов  | ещё около 35 родов    |  |  |
|  |                                      |  |                                                             |                                                             |                      |  | ещё около 20 семейств (согласно Системе APG II) | ещё около 20 семейств (согласно Системе APG II) |                         |  |  |  | ещё около 35 родов  | ещё около 35 родов    |  |  |
|  |                                      |  |                                                             | порядок Ясноткоцветные                                      |                      |  |                                                 |                                                 | подсемейство Яснотковые |  |  |  |                     | вид Чистец альпийский |  |  |
|  |                                      |  |                                                             | порядок Ясноткоцветные                                      |                      |  |                                                 |                                                 | подсемейство Яснотковые |  |  |  |                     | вид Чистец альпийский |  |  |
|  | отдел Цветковые, или Покрытосеменные |  |                                                             |                                                             | семейство Яснотковые |  |                                                 |                                                 | род Чистец              |  |  |  |                     |                       |  |  |
|  | отдел Цветковые, или Покрытосеменные |  |                                                             |                                                             |                      |  |                                                 |                                                 |                         |  |  |  |                     |                       |  |  |
|  |                                      |  | ещё 44 порядка цветковых растений (согласно Системе APG II) | ещё 44 порядка цветковых растений (согласно Системе APG II) |                      |  |                                                 | ещё 7 подсемейств                               | ещё 7 подсемейств       |  |  |  | ещё более 300 видов |                       |  |  |
|  |                                      |  |                                                             | ещё 44 порядка цветковых растений (согласно Системе APG II) |                      |  |                                                 |                                                 | ещё 7 подсемейств       |  |  |  |                     |                       |  |  |